# Gevær M/10
|  | Sammenskrivningsforslag Artiklen Gevær M/10 er foreslået føjet ind i C8 karabin. (Siden august 2017) Diskutér forslaget |

Gevær M/10 er et gevær indført i det danske forsvar i 2010. Geværet er af mærket Colt Canada og har oprindeligt betegnelsen C8IUR. Kalibren er den samme som på Gevær M/95, 5.56 x 45 mm NATO, men på grund af den kortere pibe er mundingshastigheden noget lavere.
Det opgraderede gevær afspejler, at der er sket en udvikling siden indførelsen af Karabin M/96. For det opgraderede gevær har en såkaldt ”svævende pibe”, som kun er hæftet på styrerammen, hvilket giver forbedret præcision. Derudover er geværet let at tilpasse til skytten, også selvom de er links-skytte, altså holder geværet mod venstre skulder og sigter med venstre øje.
Geværet har også seks positioner i den udtrækkelige kolbe frem for M/95’s manglende mulighed for justering og M/96’s tre positioner. Derved kan geværet bedre tilpasses ved anvendelses af blandt andet fragmentationsvest.
Geværet M/10 C8IUR har også et aftageligt forreste greb og en række andre forbedrede funktioner. Et eksempel herpå er, at M/10 har rails hele vejen rundt på forskæftet, hvilket vil sige, at der er flere muligheder for at montere ekstraudstyr.
Det danske politis reaktionspatrulje er i nyere tid begyndt at anvende Gevær M/10 , efter at det viste sig, at Politiets hidtidige 9x19 mm ammunition var ude af stand til at trænge igennem skudsikre veste[kilde mangler]
| Model                   | Gv M/95 | Kb M/96 | Gv M/10 | LSV M/04 |
| ----------------------- | ------- | ------- | ------- | -------- |
| Vægt, kg.               | 3,2     | 2,98    | 3,7     | 5,42     |
| Længde, cm.             | 100     | 84      | 89,2    | 101      |
| Pibelængde, cm.         | 50,8    | 36,8    | 40,8    | 50,8     |
| Mundingshastighed, m/s  | 940     | 868     | 890     | 940      |
| Skudkadence, skud/minut | 700-900 | 750-950 | 750-950 | 600-725  |